# Azul no Azul (film)
Azul no Azul (tradus in romana: Albastru in Albastru) este un scurt metraj experimental portughez creat de regizorul italian Gianmarco Donaggio în colaborare cu pictorul portughez Nelson Ferreira. Filmul a fost produs și distribuit în colaborare cu Muzeul National de Arte Contemporane din Portugalia, și a avut premiera la muzeu pe 28 iulie 2022, după care a fost proiectat la cinematograful muzeului în perioada 29 iulie - 15 septembrie 2022.   O a doua varianta a filmului a fost creată pentru Muzeul National Soares dos Reis pentru a comemora cea de-a 150-a aniversare a sculpturii Proscrisul de António Soares dos Reis difuzat la muzeu din 10 decembrie 2022 până în 19 martie 2023.    

## Descriere
Azul no Azul a fost conceput de cei doi artiști ca o experiență în care Gianmarco Donaggio ar traduce cinematografic procesul de pictură al seriei albastre a lui Nelson Ferreira, o colecție de picturi pe care artistul a finalizat-o în timpul rezidenței sale artistice la MNAC din Lisabona.  După cum a declarat curatorul muzeului: „În acest ciclu de lucrări contemporane, este atestată reverența lui Nelson pentru marii maeștri clasici și pentru tradiția academică”.  Drept urmare, în crearea Azul no Azul, Donaggio a fost chemat să adapteze actul de filmare atât la efectul, cât și la procesul de provocare a tehnicilor de pictură, cum ar fi alla prima - pictat privind modelul direct și tradiția sculpturilor clasice. Rezultatul este o experiență cinematografică a formelor albastre care iau aspectul unor sculpturi clasice din grădina de sculpturi a muzeului și invers, sculpturile contopindu-se în elemente albastre abstracte.   

## Aflati mai mult
- Lista de filme de avangardă din anii 2020
- „Albastru în albastru” pe IMDB
- „Albastru în albastru” la Mubi